# Ernst Jandl

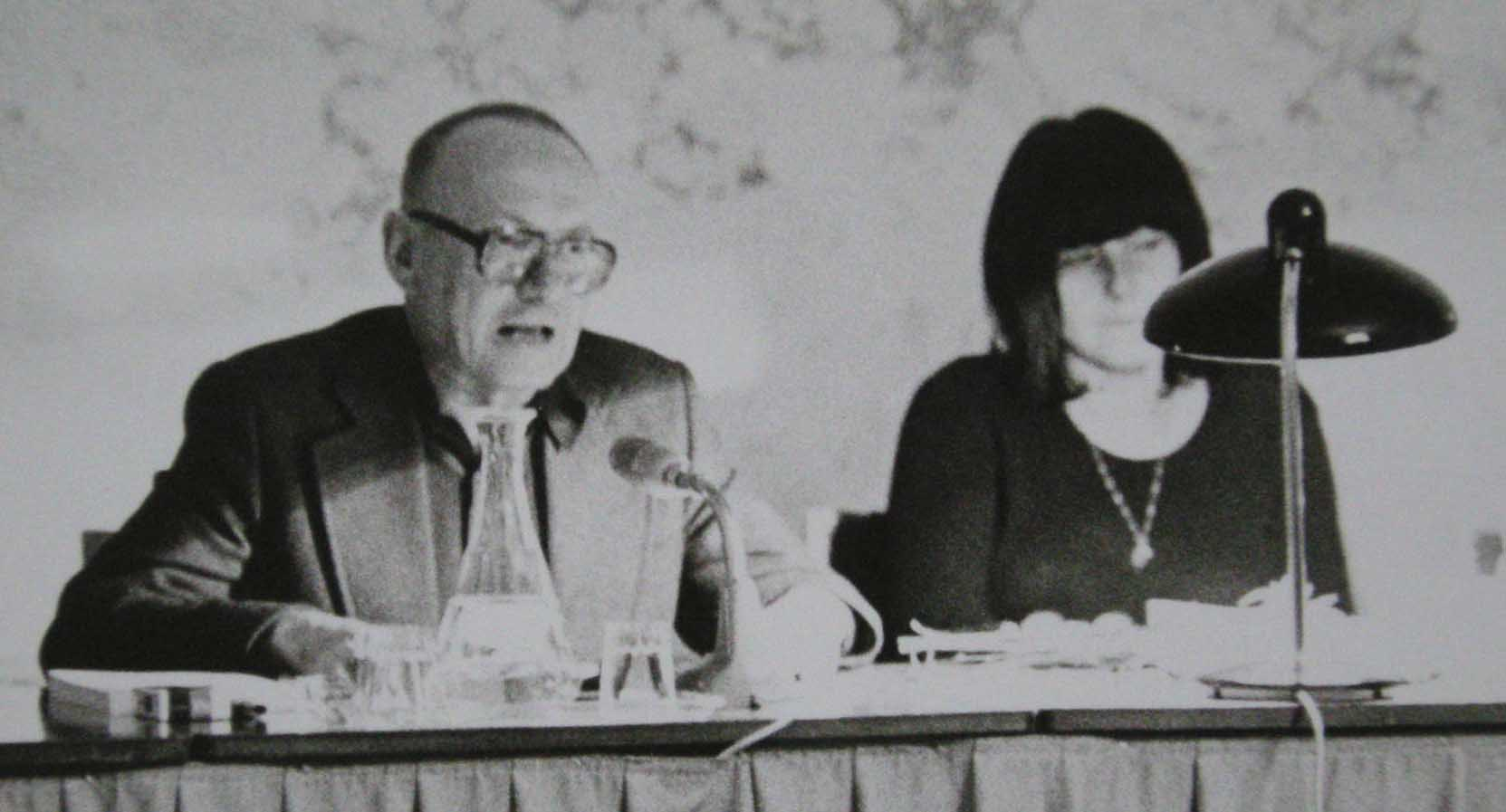
Ernst Jandl (po lewej) i Friederike Mayröcker,
otwarte spotkanie w Wiedniu w 1974

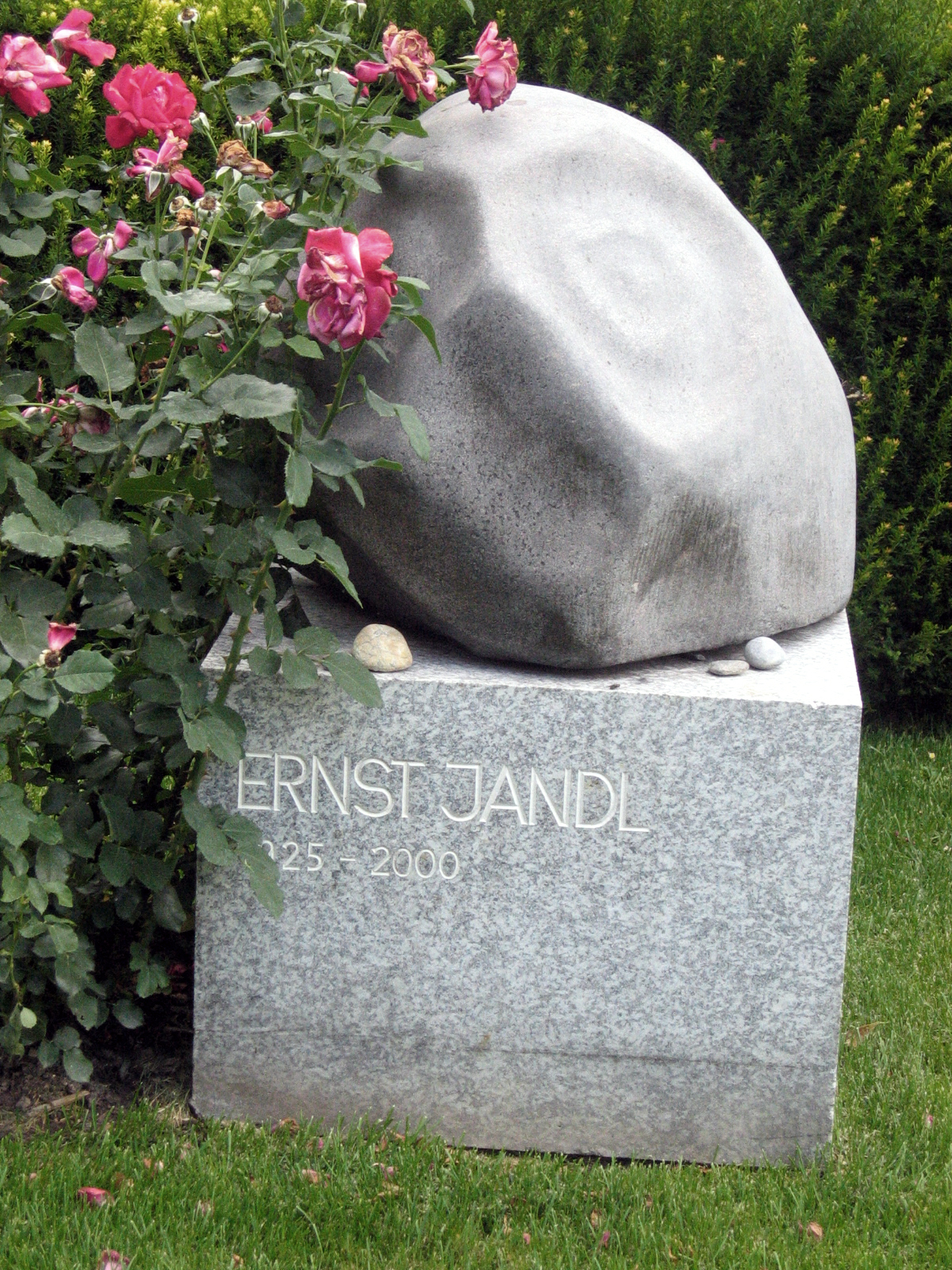
Nagrobek Ernsta Jandla

Ernst Jandl (ur. 1 sierpnia 1925 w Wiedniu, zm. 9 czerwca 2000 tamże) – austriacki poeta i pisarz. Rozgłos zyskał dzięki pełnej humorystycznego podejścia do języka poezji eksperymentalnej i kilku neologizmom, które weszły do języka potocznego.

## Życiorys
Pod koniec II wojny światowej Ernst Jandl został wzięty w brytyjską niewolę. Po zwolnieniu z obozu jenieckiego studiował w Wiedniu filologię germańską i angielską. W 1949 zdał egzamin nauczycielski, doktoryzował się rok później i podjął pracę jako nauczyciel gimnazjalny. Wykładał również w „Szkole poezji” w Wiedniu.
Pod wpływem poezji konkretnej i dadaizmu Jandl zwrócił się w stronę poezji eksperymentalnej. W 1952 opublikował pierwsze utwory w czasopiśmie „Neue Wege” („Nowe drogi”).
Od 1954 Jandl był blisko związany z Friederike Mayröcker, późniejszą towarzyszką życia, z którą również wspólnie napisał kilka utworów. W 1973 utworzył wraz z kilkoma innymi literatami Stowarzyszenie Autorów w Grazu, dwa lata później został jego wiceprzewodniczącym, a w latach 1983-1987 przewodniczył mu. Poeta stał się dzięki swoim zabawom słownym jednym z najważniejszych przedstawicieli niemieckojęzycznej poezji eksperymentalnej.
Równie ważna jak same wiersze Jandla była ich mistrzowska deklamacja przez samego autora. Dostępne są liczne nagrania jego zabaw słownych i dźwiękowych, często z towarzyszeniem śpiewu lub muzyki jazzowej.
Jandl był zagorzałym miłośnikiem jazzu. Miał również małego psa, który stał się natchnieniem do jednego z najbardziej znanych jego wierszy pt. „Ottos Mops”: w scence pomiędzy mężczyzną, kobietą i psem spośród samogłosek występuje jedynie O.
Pochowany na Cmentarzu Centralnym w Wiedniu.

## Twórczość
Do najpopularniejszych wierszy Jandla zaliczają się: „Laut und Luise”, „schtzngrmm”, „ottos mops”, „kneiernzuck” oraz „lichtung”.
Okazało się, że dzięki twórczemu podejściu Jandla do języka wyraźnie wzrosły zainteresowania literackie młodzieży szkolnej. Dlatego ważną rolę w jego pracy nauczycielskiej odgrywała „poezja dla dzieci”.